# Oddone di Borgogna
Oddone di Borgogna, o Eudes (944 o 945 – 23 febbraio 965), duca di Borgogna e conte di Auxerre, dal 956 alla sua morte.

## Origine
Secondo la Hugonis Floriacensis, Historia Francorum Senonensis, era il figlio secondogenito del Marchese di Neustria demarcus, conte d'Orleans e conte di Parigi, detto duca dei Franchi) e poi conte di Auxerre e anche duca di Borgogna, Ugo il Grande detto anche il Bianco, per il suo pallore e/o l'Abate (895-956), e della sua terza moglie, Edvige di Sassonia (922-965), figlia quartogenita del duca di Sassonia e re dei Franchi orientali, Enrico I l'Uccellatore (876 – 936) e della sua seconda moglie Matilde (890-968), che come ci riporta, nelle sue cronache, Rodolfo il Glabro era sorella del Re di Germania, Ottone I, che, a sua volta, secondo il Widukindi Res Gestæ Saxonicæ era figlio di Enrico I e Matilde.
Ugo il Grande, capostipite dei Capetingi, era figlio del marchese di Neustria e futuro re di Francia, Roberto I e di Beatrice di Vermandois, figlia del conte di Vermandois, Erberto I (nipote del re d'Italia, Bernardo, nipote di Carlo Magno)
Oddone era nipote (prozio paterno) del re di Francia, Oddone e del re di Francia, Rodolfo (marito di sua zia, Emma e fratello del futuro re di Francia, Ugo Capeto.

## Biografia
Oddone, il cui nome alla nascita era Ottone, nacque tra il 944 ed il 945.
Nel 952, alla morte del duca di Borgogna, Ugo il Nero, l'erede designato, Gilberto di Châlon per succedergli dovette venire a patti con il padre di Oddone, Ugo il Grande: Gilberto di Châlon, per ottenere il ducato, dovette riconoscere Ugo il Grande come suo signore e ne ricevette in cambio il titolo di conte principale di Borgogna.
Nel 955, suo padre, Ugo organizzò il matrimonio tra Oddone e Liutgarda, figlia ed ereditiera di Gilberto di Châlon, conte principale del ducato di Borgogna e di Ermengarda, come conferma lo storico André Duchesne (1584-1640), considerato il padre della storiografia francese, nel suo Histoire généalogique de la maison de Vergy; Ermengarda era figlia del conte di Autun, conte di Auxerre, primo duca dei Burgundi prima col titolo di marchese e poi col titolo di duca di Borgogna ed infine conte di Troyes, Riccardo di Autun detto il Giustiziere, Il matrimonio tra Oddone e Liutgarda ci viene confermato sia dalla Hugonis Floriacensis, Historia Francorum Senonensis, che dalla Chronica Albrici Monachi Trium Fontium.
Gilberto di Châlon morì nel 956, dopo aver lasciato tutti i suoi possedimenti a Ugo il Grande, padre di Oddone. Qualche settimana dopo anche Ugo morì e il ducato riacquistò la sua entità individuale. La divisione dell'eredità fu causa di dispute tra due dei tre figli di Ugo, Oddone e Ugo Capeto, che, dopo aver litigato a lungo, alla fine decisero di dividere i possedimenti paterni: Ugo, il fratello maggiore, come Marchese di Neustria demarcus e duca dei Franchi, aveva ereditato la signoria su tutti i feudi della Neustria, incluso il ducato di Normandia, mentre il ducato di Borgogna e la contea di Auxerre furono assegnati a Oddone, il genero di Gilberto, che, nel 960, fu ufficialmente investito del titolo di duca di Borgogna, dal re di Francia, Lotario IV e divenne Oddone di Borgogna, come ci viene confermato dai Flodoardi Annales.
Dopo il 956, il re carolingio Lotario IV (941-986) desiderava ridurre la potenza dei robertingi, approfittando della giovane età di Oddone, gli tolse una parte dei territori del ducato, ma soprattutto conferì potere ai grandi ecclesiastici, come i vescovi di Langres, Noyon e Châlon, che risposero così direttamente al re, scavalcando il duca, così come aveva già fatto, in precedenza, Roberto di Vermandois, con la Contea di Troyes.
Infine il conte di Digione, Rodolfo, secondo gli Annales Nivernenses, nel 958 sottrasse a Oddone o Ottone (seniori sui Optonis) la città fortificata di Beaune e nel contempo gli rapì la moglie, rivendicando il diritto di sposarla; poco dopo però, nel mese di maggio, Oddone, con la forza si riprese la città, senza fare alcun riferimento alla moglie, per cui per alcuni storici fu liberata, per altri tra cui Constance Brittain Bouchard, nel suo Sword, Miter, and Cloister: Nobility and the Church in Burgundy, 980-1198, ritiene che Liutgarda divenne moglie di Rodolfo.
Secondo i Flodoardi Annales, Oddone morì nel 965 (secondo il necrologio della cattedrale di Auxerre, non consultato, morì il 23 febbraio), senza discendenza (come ci conferma la Chronica Albrici Monachi Trium Fontium), lasciando eredi i fratelli Ugo ed Enrico, che era un ecclesiastico; il titolo di duca di Borgogna andò al fratello, Enrico Ottone il Grande, come ci viene confermato dalla Hugonis Floriacensis, Historia Francorum Senonensis.

## Discendenza
Di Oddone non si conosce discendenza.

## Ascendenza
|                        |                      |                              | Genitori                |  |  | Nonni |  |  | Bisnonni         |  |  | Trisnonni |  |
|                        |                      |                              |                         |  |  |       |  |  | Roberto il Forte |  |  | …         |  |
|                        |                      |                              |                         |  |  |       |  |  | Roberto il Forte |  |  | …         |  |
|                        |                      | …                            |                         |  |  |       |  |  | Roberto il Forte |  |  |           |  |
| Roberto I di Francia   |                      |                              |                         |  |  |       |  |  | Roberto il Forte |  |  |           |  |
|                        |                      | Adelaide d'Alsazia           | Ugo di Tours            |  |  |       |  |  |                  |  |  |           |  |
|                        |                      | Adelaide d'Alsazia           | Ugo di Tours            |  |  |       |  |  |                  |  |  |           |  |
|                        |                      | Adelaide d'Alsazia           | Ava/Bava                |  |  |       |  |  |                  |  |  |           |  |
| Ugo il Grande          |                      | Adelaide d'Alsazia           |                         |  |  |       |  |  |                  |  |  |           |  |
|                        |                      | Erberto I di Vermandois      | Pipino I di Vermandois  |  |  |       |  |  |                  |  |  |           |  |
|                        |                      | Erberto I di Vermandois      | Pipino I di Vermandois  |  |  |       |  |  |                  |  |  |           |  |
|                        |                      | Erberto I di Vermandois      | …                       |  |  |       |  |  |                  |  |  |           |  |
| Beatrice di Vermandois |                      | Erberto I di Vermandois      |                         |  |  |       |  |  |                  |  |  |           |  |
|                        |                      | Liutgarda o Berta de Morvois | …                       |  |  |       |  |  |                  |  |  |           |  |
|                        |                      | Liutgarda o Berta de Morvois | …                       |  |  |       |  |  |                  |  |  |           |  |
|                        |                      | Liutgarda o Berta de Morvois | …                       |  |  |       |  |  |                  |  |  |           |  |
| Oddone di Borgogna     |                      | Liutgarda o Berta de Morvois |                         |  |  |       |  |  |                  |  |  |           |  |
|                        | Ottone I di Sassonia | Liudolfo di Sassonia         |                         |  |  |       |  |  |                  |  |  |           |  |
|                        | Ottone I di Sassonia | Liudolfo di Sassonia         |                         |  |  |       |  |  |                  |  |  |           |  |
|                        | Ottone I di Sassonia | Oda di Billung               |                         |  |  |       |  |  |                  |  |  |           |  |
| Enrico I di Sassonia   | Ottone I di Sassonia |                              |                         |  |  |       |  |  |                  |  |  |           |  |
|                        |                      | Edvige di Babenberg          | Enrico di Franconia     |  |  |       |  |  |                  |  |  |           |  |
|                        |                      | Edvige di Babenberg          | Enrico di Franconia     |  |  |       |  |  |                  |  |  |           |  |
|                        |                      | Edvige di Babenberg          | …                       |  |  |       |  |  |                  |  |  |           |  |
| Edvige di Sassonia     |                      | Edvige di Babenberg          |                         |  |  |       |  |  |                  |  |  |           |  |
|                        |                      | Teodorico di Ringelheim      | Reginhart di Ringelheim |  |  |       |  |  |                  |  |  |           |  |
|                        |                      | Teodorico di Ringelheim      | Reginhart di Ringelheim |  |  |       |  |  |                  |  |  |           |  |
|                        |                      | Teodorico di Ringelheim      | Matilda                 |  |  |       |  |  |                  |  |  |           |  |
| Matilde di Ringelheim  |                      | Teodorico di Ringelheim      |                         |  |  |       |  |  |                  |  |  |           |  |
|                        |                      | Reinilde di Godefrid         | …                       |  |  |       |  |  |                  |  |  |           |  |
|                        |                      | Reinilde di Godefrid         | …                       |  |  |       |  |  |                  |  |  |           |  |
|                        |                      | Reinilde di Godefrid         | …                       |  |  |       |  |  |                  |  |  |           |  |
|                        |                      | Reinilde di Godefrid         |                         |  |  |       |  |  |                  |  |  |           |  |

### Fonti primarie
- (LA)  Monumenta Germaniae Historica, Scriptores, tomus VII.
- (LA)  Rerum Gallicarum et Francicarum Scriptores, tomus XIII.
- (LA)  Monumenta Germaniae Historica, Scriptores, tomus III.
- (LA)  Monumenta Germaniae Historica, Scriptores, tomus IX.
- (LA)  Monumenta Germaniae Historica, Scriptores, tomus XXIII.
- (LA)  Cartulaire de l'Abbaye de Saint-Bertin: Cartolarium Sithiense.

### Letteratura storiografica
- Louis Halphen, Francia: gli ultimi Carolingi e l'ascesa di Ugo Capeto (888-987), in «Storia del mondo medievale», vol. II, 1979, pp. 636–661
- (FR)  André Duchesne, Histoire généalogique de la maison de Vergy.